# Personnes connues pour leur engagement sur la peine de mort
 (octobre 2014).
Si vous disposez d'ouvrages ou d'articles de référence ou si vous connaissez des sites web de qualité traitant du thème abordé ici, merci de compléter l'article en donnant les références utiles à sa vérifiabilité et en les liant à la section « Notes et références ».
Cet article fait état de personnes connues pour leur engagement sur la peine de mort.

## Abolitionnistes célèbres
- Afrique du Sud : Desmond Tutu | Nelson Mandela
- Allemagne : Karl Marx | Friedrich Nietzsche[réf. nécessaire] | Rosa Luxemburg
- Argentine : Adolfo Pérez Esquivel
- Tibet : le 13e Dalaï Lama[1] et le 14e Dalaï Lama[2].
- États-Unis : Kim Kardashian[3] | George Ryan | John Kerry | John Paul Stevens | Michael Dukakis | Ruth Bader Ginsburg | Stephen Breyer | David Souter | Arthur Goldberg | Clarence Darrow | William O. Douglas | Thurgood Marshall | William J. Brennan | Jesse Jackson
- France : Maximilien Robespierre | Brissot |Léon Blum | Voltaire | Diderot | D'Alembert | Duport, homme politique du XVIIIe siècle | Marquis de Sade | Frédéric Bastiat | Robert Badinter (ministre de la Justice de François Mitterrand et principal artisan de l'abolition de la peine de mort en France)| Albert Camus | Jean Ferrat | Victor Hugo | Jean Jaurès | Aristide Briand | Gaston Leroux | François Mitterrand, président qui voulut l'abolition de la peine de mort | Jacques Chirac | Victor Schœlcher | Georges Brassens | Léo Ferré | Jean-Paul Sartre | Boris Vian
- Iran : Shirin Ebadi
- Irlande : John Hume | Mairead Corrigan Maguire | Betty Williams
- Italie : Cesare Beccaria | Maria Teresa Di Lascia
- Kenya : Wangari Maathai
- Pologne : Jean-Paul II | Lech Wałęsa | Aleksander Kwaśniewski | Jan Olszewski
- Russie : Fiodor Dostoïevski | David Riazanov
- Congo-Brazzaville : Denis Sassou-Nguesso

## Partisans de la peine de mort connus
- Allemagne : Emmanuel Kant
- États-Unis : George Bush père et fils ; Bill Clinton ; Barack Obama
- France : Patrick Henry[4] ; Montesquieu ; Jean-Jacques Rousseau ; Jean Lecanuet ; Jean-Marie Le Pen ; Étienne Mourrut
- Royaume-Uni : Margaret Thatcher

## Ouvrages célèbres contre la peine de mort
- Le Dernier Jour d'un condamné de Victor Hugo
- La Chute de Albert Camus
- L'Étranger de Albert Camus
- Réflexions sur la peine capitale de Albert Camus
- L'Abolition de Robert Badinter
- Ils Cassent le Monde de Boris Vian (mis en chanson par Jean-Louis Aubert dans Bleu Blanc Vert)